# Liste der Sendungen von BET
Die folgende Liste der Sendungen von BET listet zahlreiche Sendungen auf, die der US-amerikanische Sender Black Entertainment Television ausgestrahlt hat oder noch ausstrahlt.

## Aktuelles Programm

### Eigenproduktionen

#### Fiktion
| Titel                         | Genre                 | Premiere          | Staffeln                 | Länge     |
| ----------------------------- | --------------------- | ----------------- | ------------------------ | --------- |
| Tales                         | Drama                 | 27. Juni 2017     | 3 Staffeln, 28 Episoden  | 37–80 min |
| The Oval                      | politische Seifenoper | 23. Oktober 2019  | 5 Staffeln, 94 Folgen    | 41–43 min |
| Haus of Vicious               | Drama                 | 17. August 2022   | 1 Staffel, 8 Folgen      | 40 min    |
| Sistas                        | Dramedy               | 23. Oktober 2019  | 6 Staffeln, 127 Episoden | 31–42 min |
| Tyler Perry’s Assisted Living | Sitcom                | 2. September 2020 | 4 Staffeln, 91 Episoden  | 18–21 min |

##### Dokuserien
| Titel            | Subject            | Premiere         | Staffeln              | Länge     |
| ---------------- | ------------------ | ---------------- | --------------------- | --------- |
| Black + Iconic   | Kunst              | 18. Februar 2023 | 4 Episoden            | 80 min    |
| America in Black | Nachrichtensendung | 19. Februar 2023 | 1 Staffel, 7 Episoden | 40–41 min |

##### Realityshows
| Titel                    | Genre           | Premiere         | Staffeln              | Länge   |
| ------------------------ | --------------- | ---------------- | --------------------- | ------- |
| After Happily Ever After | Realityshow     | 19. Oktober 2022 | 1 Staffel, 8 Episoden | 40 min. |
| Ms. Pat Settles It       | Gerichtssendung | 18. Oktober 2023 | 1 Staffel, 6 Folgen   |         |

##### Variete
| Titel                            | Genre    | Premiere     | Staffeln            | Länge  |
| -------------------------------- | -------- | ------------ | ------------------- | ------ |
| The Wine Down with Mary J. Blige | Talkshow | 1. März 2023 | 1 Staffel, 2 Folgen | 40 min |

#### Fortsetzungen
Diese Shows wurden von anderen Fernsehsendern übernommen und fortgesetzt.
| Titel                        | Genre  | Frühere Sender | Premiere          | Staffeln              | Länge      |
| ---------------------------- | ------ | -------------- | ----------------- | --------------------- | ---------- |
| Tyler Perry’s House of Payne | Sitcom | TBS            | 2. September 2020 | 4 Staffeln, 91 Folgen | 12–23 min. |

#### Awardshows
- BET Awards  (2001)
- BET Hip Hop Awards  (2006)
- Soul Train Music Awards  (2009)
- BET Gospel Awards (2005)
- NAACP Image Award  (2020)

### Wiederholungen
Diese Sendungen wurden von anderen Fernsehsendern produziert und von BET als Wiederholungen ausgestrahlt. In Klammern das Jahr der Erstausstrahlung auf BET.
- Alle unter einem Dach (Family Matters) (2009–2014; seit 2023)
- Der Prinz von Bel-Air (The Fresh Prince of Bel-Air) (2014)
- Martin (2015)
- Tyler Perry’s House of Payne (2015)
- Meet the Browns (2016)
- Black-ish (2018)
- The Neighborhood (2020)
- Ruthless (2020)
- First Wives Club (2021)
- American Gangster: Trap Queens (2021)
- The Family Business (2021)
- Celebrity Family Feud (seit 2021)
- Tyler Perry’s Bruh (Bruh)
- The Game (2022)
- Ambitions (2022)
- Kingdom Business  (2022)
- All the Queen's Men (2022)
- College Hill: Celebrity Edition (2022)
- Sacrifice (2022)
- The Black Hamptons (2022)
- Zatima (2022)
- I Love Us (2023)
- The Breakfast Club (2023)
- Average Joe (2023)
- Let’s Make a Deal  (2023)

## Frühere Sendungen

### Eigenproduktionen

#### Drama
- Being Mary Jane (2013–2019)
- Rebel (2017)
- The Quad (2017–2018)
- Hit the Floor (2018)
- In Contempt (2018)
- The Family Business (2018)
- American Soul (2019–2020)
- Games People Play (2019–2021)
- Long Slow Exhale (2022)

#### Comedy
- Cita's World (1999–2003)
- The Way We Do It (2001–2002)
- Hey Monie! (2003)
- S.O.B.: Socially Offensive Behavior (2007)
- Somebodies (2008)
- Let’s Stay Together (2011–2014)
- Reed Between the Lines (2011)
- Second Generation Wayans (2013)
- Zoe Ever After (2016)
- 50 Central (2017)
- The Comedy Get Down (2017)
- Boomerang (2019–2020)
- Twenties (2020–2021)

#### Miniserien
- Madiba (2017)
- The New Edition Story (2017)
- The Bobby Brown Story (2018)

#### Dokuseries
- Death Row Chronicles (2018)
- CopWatch America (2019)
- Murder in the Thirst (2019)
- No Limit Chronicles (2020)
- Ruff Ryders Chronicles (2020)
- Boiling Point (2021)
- Dirupt & Dismantle (2021)
- Klutch Academy (2021)
- The Murder Inc Story (2022)
- Welcome to Rap City (2023)

#### Realityshows
- ComicView (1992–2008, 2014)
- Testimony (2000–2004)
- How I’m Living (2001–2003)
- The Center (2002–2007)
- Coming to the Stage (2003)
- College Hill (2004–2009)
- Keyshia Cole: The Way It Is (2006–2008)
- Baldwin Hills (2007–2009)
- Hell Date (2007–2008)
- Sunday Best (2007–2015, 2019)
- Brothers to Brutha (2008)
- Iron Ring (2008)
- Harlem Heights (2009)
- Tiny and Toya (2009–2010)
- The Family Crews (2010–2011)
- The Michael Vick Project (2010)
- Trey Songz: My Moment (2010)
- Keyshia & Daniel: Family First (2012)
- Real Husbands of Hollywood (2013–2016)
- Just Keke (2014)
- Nellyville (2014–2015)
- The BET Life Of... (2015)
- DeSean Jackson: Home Team (2015)
- It’s a Mann's World (2015)
- Keyshia Cole: All In (2015)
- Punk'd (2015)
- The Westbrooks (2015)
- The Xperiment (2015)
- About the Business (2016)
- Chasing Destiny (2016)
- Criminals at Work (2016)
- The Gary Owen Show (2016)
- Ink, Paper, Scissors (2016)
- Music Moguls (2016)
- Gucci Mane & Keyshia Ka'oir The Main Event (2017)
- The Grand Hustle (2018)
- Hustle in Brooklyn (2018)
- RAQ Rants (2018)
- Ladies' Night (2019)
- The Next Big Thing (2019)
- Keyshia Cole: My New Life (2019)
- BET Presents: The Encore (2021)

#### Musik- & Awardshows
- Bobby Jones Gospel' (1980–2016)
- Video Soul (1981–1996)
- Video Vibrations (1984–1997)
- Midnight Love (1985–2005)
- Softnotes (1987–1991)
- Video LP (1986–1993)
- Rap City (1989–2008)
- Video Gospel (1989, 2000–2005, 2010–2011)
- All (1991–2000)
- Planet Groove (1996–1999)
- Jam Zone/Cita's World (1997–2003)
- Videolink (1997–2000, 2001–2002)
- Hits: From the Streets (1999–2003)
- Lift Every Voice (1999–2017)
- AM @ BET (2000–2001)
- 106 & Park (2000–2014)
- BET Next (2000–2006)
- BET:iNY (2000–2002)
- Access Granted (2001–2010)
- BET: Uncut (2001–2006)
- BET.COM Countdown (2001–2006)
- BET's Top 25 (2001–2008)
- Celebration of Gospel (2001)
- BET Start  (2002–2005; 2006)
- 106 & Park Prime  (2003–2004)
- BET Music  (2003–2008)
- BET Now  (2003–2008)
- The Center (2003–2007)
- BET After Dark (2004–2007)
- Top 20 Countdown (2005–2013)
- Top 50  (2005–2006)
- Remixed!  (2005–2006)
- Hotwyred (2006)
- The 5ive (2007)
- BET Honors (2008)
- The Deal (2008–2010)
- 106 & Gospel (2009)
- Joyful Noise (2016–2017)
- One Shot (2016–2017)
- Black Girls Rock! (2010)

#### Specials
- Spring Bling (1997–2010)
- Notarized (1999–2014)
- Rip the Runway (2005–2013)
- A Very BET Christmas (2010–2011)
- BET News Justice for Us: A BET Town Hall Live (2014)
- Saving Our Selves (2020)

#### Unterhaltung
- Karen's Kitchen (1982)
- BET Style (2004–2006)
- The Black Carpet (2006–2008)

#### Nachrichten
- Screen Scene (1990–1997)
- BET Nightly News  (2002–2005)
- Don't Sleep! (2012)

#### Gameshows
- Tell Me Something Good (1988–1989)
- Triple Threat (1992–1993)
- Take the Cake  (2007)
- Face Value (2017)
- Black Card Revoked (2018)

#### Sportsendungen
- Black College Football (1981–2005)
- ABL on BET (1996–1998)  (1996–1998)
- BET's MAAD Sports (1998–2000)
- Roc Nation Sports Live Boxing (2015)

#### Talkshows
- Teen Summit  (1989–2002)
- Oh, Drama!  (2000–2001)
- Personal Diary
- The Mo'Nique Show  (2009–2011)
- The Rundown with Robin Thede  (2017–2018)
- Mancave (2018)
- Twenties After-Show With B. Scott (2021)

#### Kindersendungen
- Story Porch (1992–1996)
- The Fabulous Reggae Dogs (1995)

### Syndikalisiertes Programm

#### Drama
- Frank's Place (1990)
- Soul Food (2004–2005)
- The Wire (2006–2008)
- Scandal (2013–2017)
- Black&SexyTV (2015)
- Survivor's Remorse (2021)
- The Chi (2021)
- New York Undercover (2022–2023)

#### Comedy
- Soap – Trautes Heim (Soap) (1989)
- Sanford and Son (1989–1991; 1996)
- Sanford (1991–1997; 2008)
- What's Happening!! (1993–1995)
- What's Happening Now!! (1993–1995)
- Roc (1994–1996; 2004)
- Benson (1995–1997)
- Thea (1995–1999; 2008)
- 227 (1997–1999)
- Sparks (1998–2000)
- Amen (1999–2001)
- The Parkers (2003–2009; 2011–2013; 2019–2022)
- Die Bill Cosby Show (The Cosby Show)  (2004–2007)
- Girlfriends (2004–2011; 2019)
- Hangin' with Mr. Cooper (2004–2014)
- Allein unter Nachbarn (The Hughleys)  (2005–2006)
- In Living Color (2005–2008; 2010)
- The Jamie Foxx Show (2005–2008; 2009–2016)
- Cosby (2006–2008)
- The Facts of Life (2006–2007)
- The Wayans Bros. (2006–2008; 2014–2016)
- Noch Fragen Arnold? (Diff'rent Strokes)  (2008)
- Fatherhood (2008–2009)
- Malcolm & Eddie (2008)
- One on One(2008–2010)
- Smart Guy (2008–2009)
- The Steve Harvey Show (2008–2011; 2014; 2019)
- The Bernie Mac Show (2009–2012; 2017)
- Sister, Sister (2009–2010)
- City Guys  (2010)
- What’s Up, Dad? (My Wife and Kids) (2011–2014; 2023)
- Moesha (2013–2014)
- Family Feud (2014)
- Instant Mom (2014)
- Eve (2016)
- Dish Nation (2016)
- Ein schrecklich nettes Haus (In the House) (2016)
- George Lopez (2017)
- A Different World (2018–2020)
- Alle hassen Chris (Everybody Hates Chris)  (2018)
- The Good Fight (2020)
- The Cleveland Show (2020–2021)
- Bigger (2021–2022)
- Living Single (2021–2023)

#### Talkshows
- The Montel Williams Show (2008–2009)
- The Wendy Williams Show  (2009–2017) (später Bounce TV)
- The Queen Latifah Show (2014–2015)
- The Real (2014–2017) (später Bounce TV)

#### Gerichtssendungem
- Judge Hatchett  (2010–2012)

#### Familienprogramm
- Just Jordan  (2007–2010)
- Romeo!  (2007–2008)
- True Jackson, VP  (2009)
- Black Panther (2011)